# 올라프 스테이플던
윌리엄 올라프 스테이플던(William Olaf Stapledon, 1886년 5월 10일 – 1950년 9월 6일)은 영국의 철학자이자 여러 영향력 있는 과학 소설 작품의 작가이다.